# Boliviansk koriander
Boliviansk koriander (Porophyllum ruderale), även känt som Pápalo i Mexiko och som Quirquiña y Bolivia är en art av korgblommiga växter. Porophyllum ruderale ingår i familjen korgblommiga växter.
Trots namnet "Boliviansk koriander" är denna växt inte botaniskt relaterad till vanlig koriander (Coriandrum sativum).

## Användning
Bladet från boliviansk koriander används för matlagning i såser och sallader . Det är aromatiskt och smakrikt.

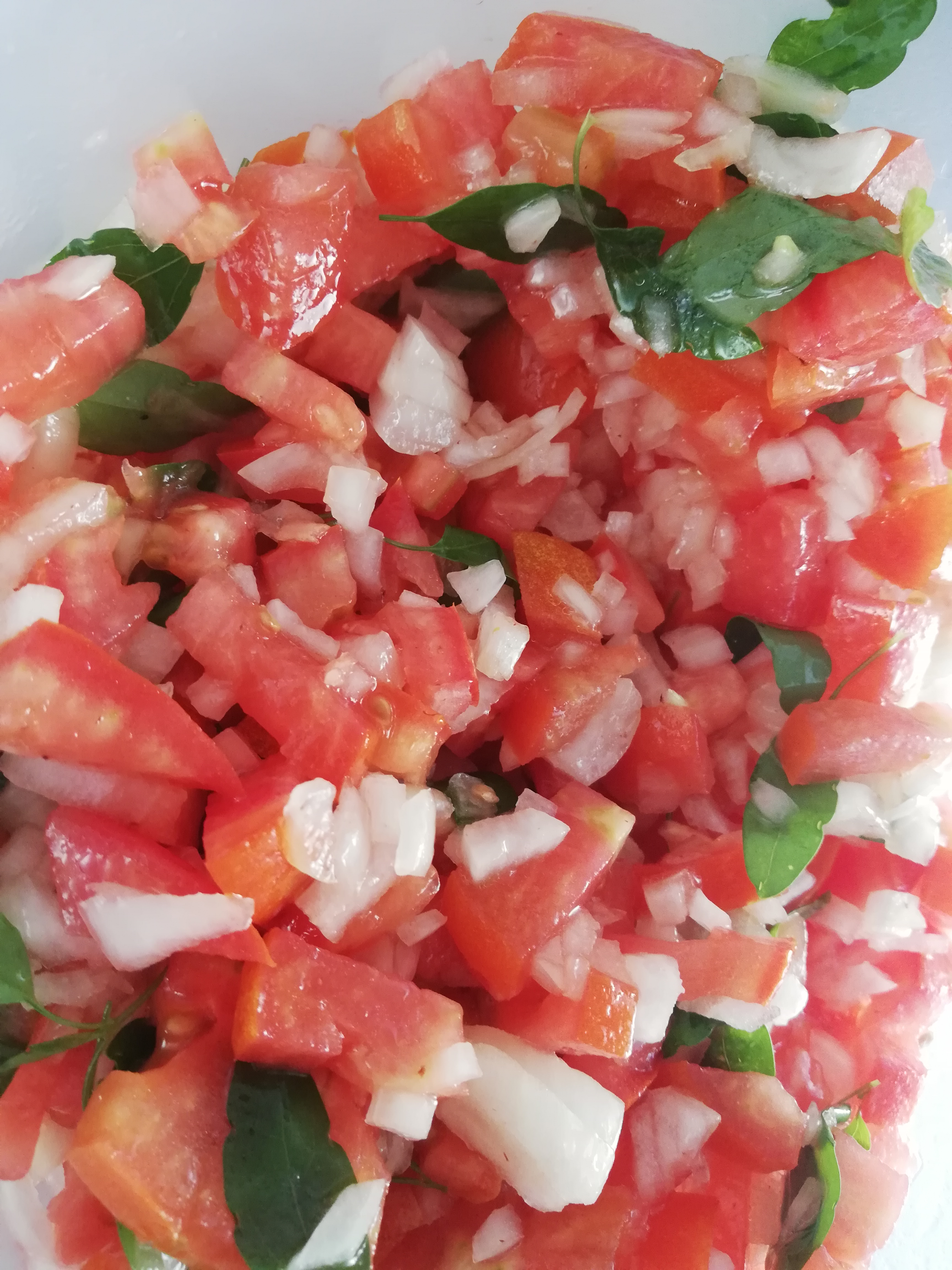

## Bildgalleri

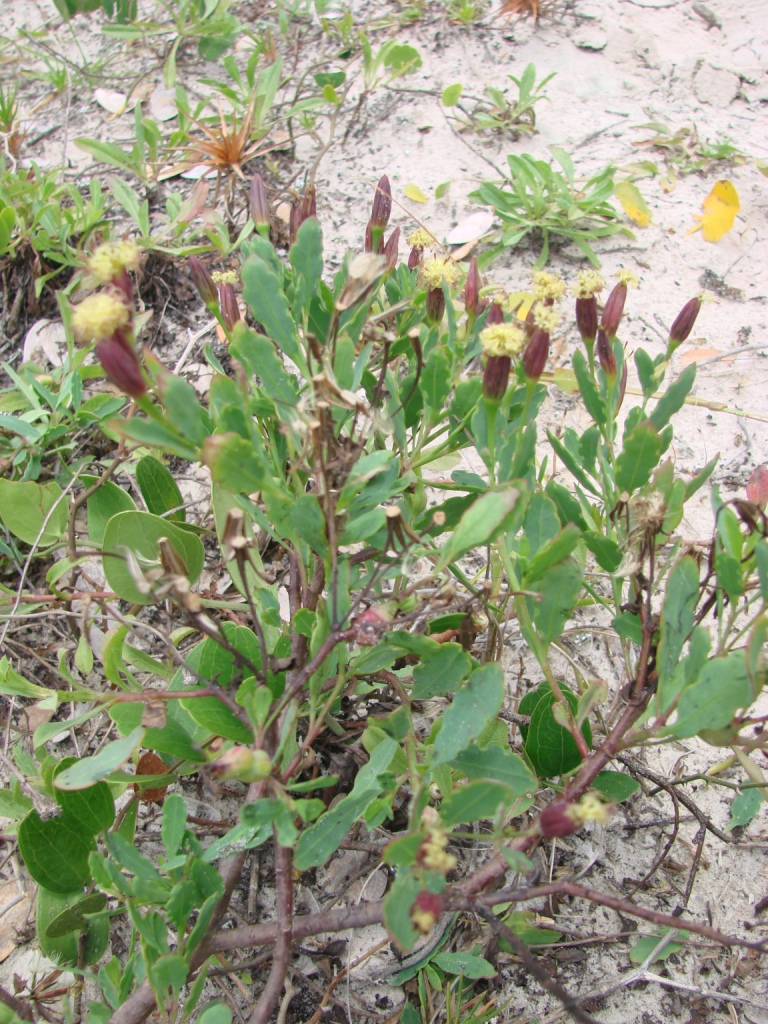